# エテノン
エテノン(Ethenone)は、C2H2OまたはH2C=C=Oの化学式を持つ有機化合物である。単にケテン(Ketene)とも呼ばれる。最も単純なケテンで、エチノールの互変異性体である。

## 性質
エテノンは、標準状態では無色の気体で、強い刺激臭を持つ。分子量は42.04、融点は-150.5℃、沸点は-56.1℃である。アセトン、エタノール、エチルエーテル、芳香族炭化水素、有機ハロゲン化合物に可溶である。

## 生成
エテノンは、実験室では、アセトン蒸気の熱分解によって生成できる。

## 反応
エテノンは非常に反応性が高く、求核剤として反応してアセチル基を作りやすい。例えば、酢酸と反応して無水酢酸を形成する。
エテノンは、自分自身とも反応し、[2+2]環化付加反応を起こし、ジケテンと呼ばれる環状二量体を形成する。このため、長期間保存することはできない。

## 毒性
高濃度のエテノンに晒されると、目、鼻、喉、肺等が刺激される。マウス、ラット、テンジクネズミ、ウサギ等を用いた実験で、0.2mg/l(116ppm)の濃度の新しいエテノンに10分間晒されると、小動物は高い確率で死亡することが示された。この発見により、エテノンはホスゲン(0.2-20mg/l)やシアン化水素(0.2-0.5mg/l)と同程度の毒性を持つとされた。小動物の死は肺水腫が原因であり、全体的にはホスゲン中毒と似ているが、進行がより速い。